# Galleta de goma

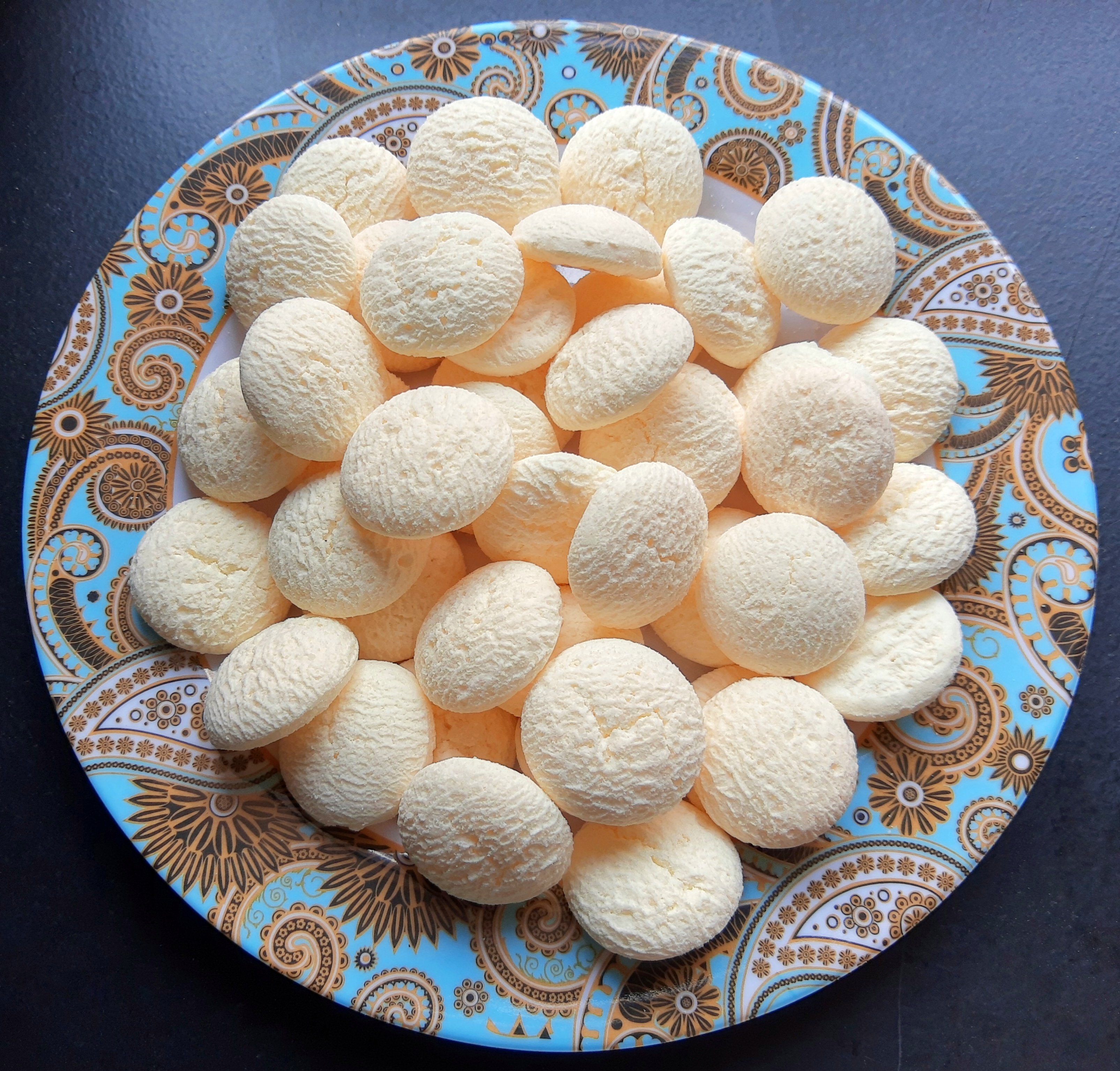
Sequilhos

Galleta, oblea, bolo, "bulim" (en Ceará), saquarema, sequilho o raivinha de goma es una galleta seca y dulce, hecha de goma de mandioca, azúcar, mantequilla, huevos, leche de coco y levadura química; de producción predominantemente artesanal. Producido principalmente durante las fiestas en la región nororiental de Brasil, es un producto importante para la generación de ingresos de las familias del Sertão.
En algunas regiones, la masa en preparación es llamada “raiva” por los pasteleros, debido a su difícil método de preparación y al largo tiempo de reposo que requiere.